# Véry
Véry är en kommun i departementet Meuse i regionen Grand Est (tidigare regionen Lorraine) i nordöstra Frankrike. Kommunen ligger i kantonen Varennes-en-Argonne som tillhör arrondissementet Verdun. År 2022 hade Véry 82 invånare.

## Befolkningsutveckling
Antalet invånare i kommunen Véry
| Referens: INSEE |